# Levante UD
A Levante UD, teljes nevén Levante Unión Deportiva egy spanyol labdarúgócsapat. A klubot 1909-ben alapították, jelenleg az élvonalban szerepel.

## Játékoskeret
2023. január 19-től
| #  |     | Poszt | Név              |
| -- | --- | ----- | ---------------- |
| 1  | ESP | K     | Dani Cárdenas    |
| 13 | ESP | K     | Joan Femenías    |
| 2  | ESP | V     | Son              |
| 4  | ESP | V     | Róber Pier       |
| 5  | GER | V     | Shkodran Mustafi |
| 14 | POR | V     | Rúben Vezo       |
| 15 | ESP | V     | Sergio Postigo   |
| 16 | ESP | V     | Álex Muñoz       |
| 23 | URU | V     | Marcelo Saracchi |
| 29 | ESP | V     | Marc Pubill      |
| 6  | ESP | KP    | Pablo Martínez   |
| 8  | ESP | KP    | Pepelu           |

| #  |     | Poszt | Név                                           |
| -- | --- | ----- | --------------------------------------------- |
| 10 | ESP | KP    | Vicente Iborra (kölcsönben a Villarrealtól)   |
| 18 | ESP | KP    | Jorge de Frutos                               |
| 19 | ESP | KP    | Rober Ibáñez                                  |
| 20 | ESP | KP    | Joni Montiel (kölcsönben a Rayo Vallecanótól) |
| 24 | ESP | KP    | José Campaña                                  |
| 7  | BRA | CS    | Wesley Moraes (kölcsönben az Aston Villától)  |
| 9  | ESP | CS    | Roberto Soldado                               |
| 11 | ESP | CS    | Álex Cantero                                  |
| 17 | ESP | CS    | Roger Brugué                                  |
| 21 | BEL | CS    | Charly Musonda                                |
| 22 | MAR | CS    | Mohamed Bouldini                              |

## Az eddigi szezonok
| Szezon  | Osztály | Poz. | Copa del Rey |
| ------- | ------- | ---- | ------------ |
| 1929/30 | 3ª      | 3.   |              |
| 1930/31 | 3ª      | 5.   |              |
| 1931/32 | 3ª      | 3.   |              |
| 1932/33 | 3ª      | 3.   |              |
| 1933/34 | 3ª      | 3.   |              |
| 1934/35 | 2ª      | 6.   |              |
| 1935/36 | 2ª      | 4.   |              |

| Szezon  | Osztály | Poz. | Copa del Rey |
| ------- | ------- | ---- | ------------ |
| 1929/30 | 3ª      | 2.   |              |
| 1930/31 | 3ª      | 6.   |              |
| 1931/32 | 3ª      | 1.   |              |
| 1932/33 | 3ª      | 4.   |              |
| 1933/34 | 3ª      | 5.   |              |
| 1934/35 | 2ª      | 3.   |              |
| 1935/36 | 2ª      | 3.   |              |

- Levante UD

| Szezon  | Osztály    | Poz. | Copa del Rey |
| ------- | ---------- | ---- | ------------ |
| 1939/40 | 2ª         | 1.   |              |
| 1940/41 | 2ª         | 3.   |              |
| 1941/42 | 2ª         | 8.   |              |
| 1942/43 | Regionális | –    |              |
| 1943/44 | 3ª         | 1.   |              |
| 1944/45 | 3ª         | 2.   |              |
| 1945/46 | 3ª         | 1.   |              |
| 1946/47 | 2ª         | 6.   |              |
| 1947/48 | 2ª         | 5.   |              |
| 1948/49 | 2ª         | 9.   |              |
| 1949/50 | 2ª         | 13.  |              |
| 1950/51 | 2ª         | 13.  |              |
| 1951/52 | 2ª         | 14.  |              |
| 1952/53 | 3ª         | 2.   |              |
| 1953/54 | 3ª         | 1.   |              |
| 1954/55 | 2ª         | 15.  |              |
| 1955/56 | 3ª         | 1.   |              |
| 1956/57 | 2ª         | 11.  |              |
| 1957/58 | 2ª         | 4.   |              |

| Szezon  | Osztály | Poz. | Copa del Rey |
| ------- | ------- | ---- | ------------ |
| 1958/59 | 2ª      | 2.   |              |
| 1959/60 | 2ª      | 6.   |              |
| 1960/61 | 2ª      | 6.   |              |
| 1961/62 | 2ª      | 6.   |              |
| 1962/63 | 2ª      | 2.   |              |
| 1963/64 | 1ª      | 10.  |              |
| 1964/65 | 1ª      | 14.  |              |
| 1965/66 | 2ª      | 5.   |              |
| 1966/67 | 2ª      | 4.   |              |
| 1967/68 | 2ª      | 14.  |              |
| 1968/69 | 3ª      | 3.   |              |
| 1969/70 | 3ª      | 4.   |              |
| 1970/71 | 3ª      | 12.  |              |
| 1971/72 | 3ª      | 6.   |              |
| 1972/73 | 3ª      | 1.   |              |
| 1973/74 | 2ª      | 19.  |              |
| 1974/75 | 3ª      | 2.   |              |
| 1975/76 | 3ª      | 1.   |              |
| 1976/77 | 2ª      | 18.  |              |

| Szezon  | Osztály | Poz. | Copa del Rey |
| ------- | ------- | ---- | ------------ |
| 1977/78 | 2ªB     | 4.   |              |
| 1978/79 | 2ªB     | 1.   |              |
| 1979/80 | 2ª      | 10.  |              |
| 1980/81 | 2ª      | 9.   |              |
| 1981/82 | 2ª      | 19.  |              |
| 1982/83 | 3ª      | 2.   |              |
| 1983/84 | 3ª      | 2.   |              |
| 1984/85 | 2ªB     | 11.  |              |
| 1985/86 | 2ªB     | 10.  |              |
| 1986/87 | 3ª      | 2.   |              |
| 1987/88 | 2ªB     | 6.   |              |
| 1988/89 | 2ªB     | 1.   |              |
| 1989/90 | 2ª      | 15.  |              |
| 1990/91 | 2ª      | 19.  |              |
| 1991/92 | 2ªB     | 11.  |              |
| 1992/93 | 2ªB     | 9.   |              |
| 1993/94 | 2ªB     | 3.   |              |
| 1994/95 | 2ªB     | 1.   |              |
| 1995/96 | 2ªB     | 1.   |              |

| Szezon  | Osztály | Poz. | Copa del Rey |
| ------- | ------- | ---- | ------------ |
| 1996/97 | 2ª      | 9.   |              |
| 1997/98 | 2ª      | 22.  |              |
| 1998/99 | 2ªB     | 1.   |              |
| 1999/00 | 2ª      | 7.   |              |
| 2000/01 | 2ª      | 8.   |              |
| 2001/02 | 2ª      | 19.  |              |
| 2002/03 | 2ª      | 4.   |              |
| 2003/04 | 2ª      | 1.   |              |
| 2004/05 | 1ª      | 18.  |              |
| 2005/06 | 2ª      | 3.   |              |
| 2006/07 | 1ª      | 15.  |              |
| 2007/08 | 1ª      | 20.  |              |
| 2008/09 | 2ª      | 8.   |              |
| 2009/10 | 2ª      | 2.   |              |
| 2010/11 | 1ª      | 14.  |              |

## Ismertebb játékosok
| - David Aganzo - Claudio Barragán - Ángel Cuéllar - Iñaki Descarga - Sergio García - Fernando Giner - Juanfran - José Francisco Molina - Andoni Murua - Alberto Rivera - Salva - Vicente - Gabriel Amato | - Pablo Cavallero - Gustavo Reggi - Vladimir Mancsev - Carlos Caszely - Idrissa Keita - Sergio Barila - Juvenal - Yago - Sota Arveladze - Johan Cruijff - Faas Wilkes - Mate Sestan - Ian Harte | - Predrag Mijatović - Marco Storari - Damiano Tommasi - Lauren - Albert Meyong - Daniel Ngom Kome - Edwin Congo - Moha - Peter Rufai - Duda - Johan Mjällby - Fabio Celestini - José Veiga |

## Ismertebb edzők
- Josep Escolà
- Enrique Orizaola, 1964–65
- Juande Ramos, 1994–95
- Mané, 1996–97, 2005–06
- Manuel Preciado, 2003–04
- Bernd Schuster, 2004–05
- Juan Ramón López Caro, 2006–07
- Abel Resino, 2007
- Gianni de Biasi, 2007–08